# Pseudosigmella cruralis
Pseudosigmella cruralis är en kackerlacksart som först beskrevs av Robert Walter Campbell Shelford 1908.  Pseudosigmella cruralis ingår i släktet Pseudosigmella och familjen småkackerlackor. Inga underarter finns listade i Catalogue of Life.